# Dysesthésie
La dysesthésie est une diminution ou une exagération de la sensibilité. Dans ce dernier cas, elle peut se manifester par des sensations de douleurs, d'engourdissement, picotements ou de brûlures et être en rapport avec une lésion de la moelle épinière.